# بيير ميشان
بيري ميتشاين (بالفرنسية: Pierre Méchain)‏ (16 آب (أغسطس) 1744م - 20 أيلول (سبتمبر) 1804م) هو فلكي فرنسي كان هو وزميله شارل مسييه من أوائل من درسوا أجسام الفضاء البعيدة والمذنبات.

## حياته
في بداية عمره كان اهتمامه مركزا على الرياضيات والفيزياء لكن الفلكي الفرنسي «جيروم لاليند» أثار اهتمامه بعلم الفلك بعد ذلك. وفي عام 1770م انتقل للعمل في وظيفة تتعلق بدراسات فيزيائية وخلال تلك الفترة وفي عام 1774 تقريباً التقى بشارل مسييه وأصبحا صديقين. وفي السنة نفسها أنجز عمله الفلكي الأول وهو ورقة تصف وصفاً علمياً حجب القمر لنجم الدبران.
وفي عام 1777م تزوج وأنجب بعدها ثلاثة أولاد. ثم عَمل برسم خرائط لفرنسا وإسبانيا حتى قرابة عام 1791م.ثم اندلعت الثورة الفرنسية وتم اعتقاله لأنه قد شُك بأن أدواته هي أسلحة، واحتجز في برشلونة ثم اندلعت الحرب بين إسبانيا وفرنسا وصودرت أملاكه في باريس. ثم تم إطلاق سراحه ورحل إلى إيطاليا ثم عاد أخيراً إلى فرنسا في عام 1795م.
ومنذ عام 1799م أصبح مديراً لمرصد باريس.

## اكتشافاته
اكتشف بيري ميتشاين ما يتراوح بين 26 و27 من أجرام الفضاء البعيدة 18 منها هي ضمن فهرس مسييه (أي أنه اكتشف سُدس أجرام مسييه تقريباً):
- م63.
- م72.
- م74.
- م75.
- م76 (سديم دمبل الصغير).
- م77.
- م78.
- م79.
- م85.
- م94.
- م95.
- م96.
- م97 (سديم البومة).
- م98.
- م99.
- م100.
- م101 (مجرة دولاب الهواء).
- م102.
- م103.

وتوجد بعض الأجرام الأخرى التي نُسبت إليه لكنه ليس المُكتشف الحقيقي لها.

## روابط خارجية
- بيير ميشان على موقع الموسوعة البريطانية (الإنجليزية)